# ایوانو-کووالات
ایوانو-کووالات (انگلیسی: Ivano-Kuvalat) یک شهرک در شهرستان زیلایرسکی استان باشقیرستان کشور روسیه است.